# Василиск (орудие)

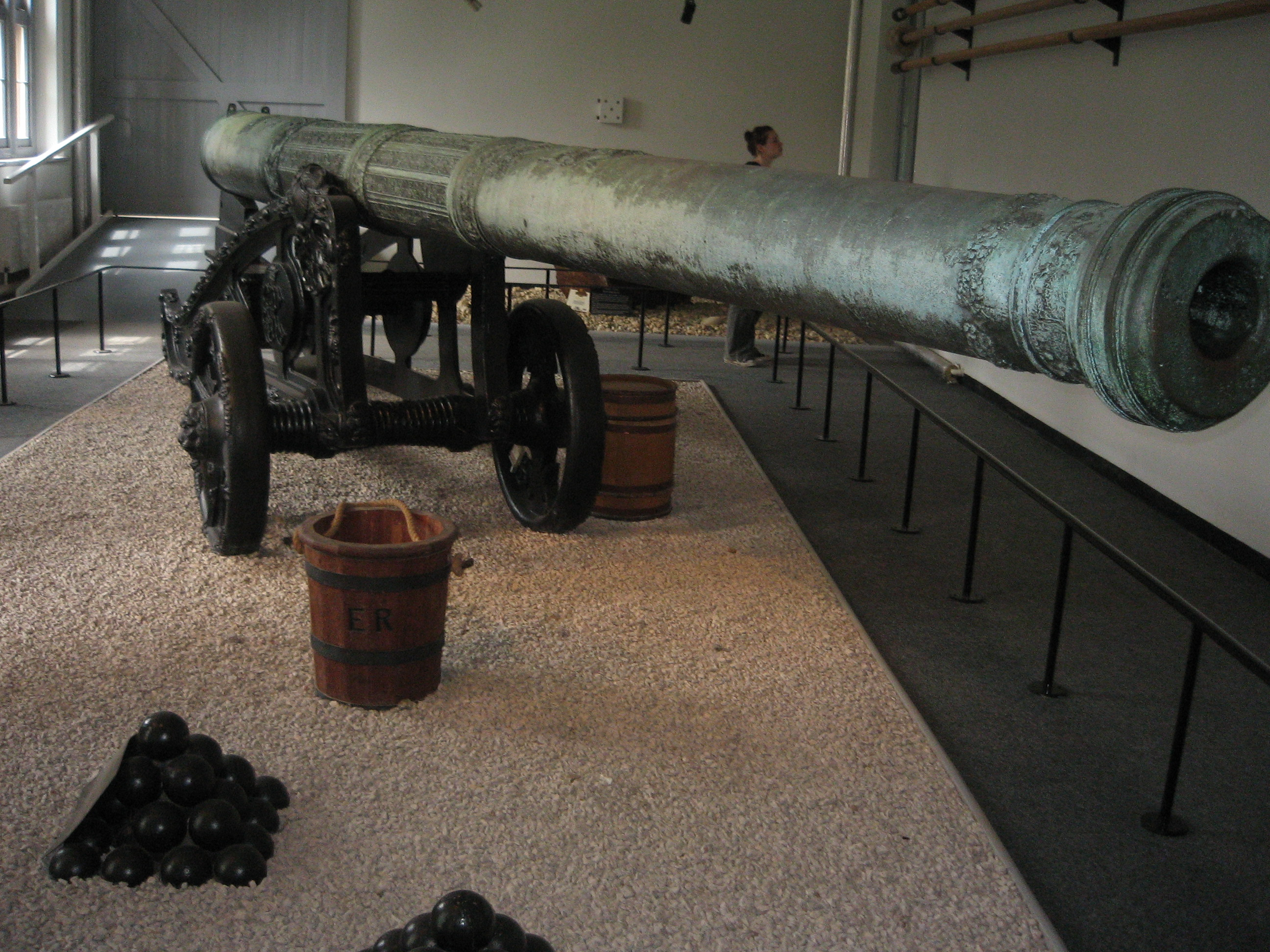
Английский василиск времён Елизаветы

Василиск — огнестрельное орудие, применявшееся с конца Средних веков. В XVI столетии василиском называли особого рода пушку, длиною в 26 калибров, то есть диаметров дула, и весом в 122 центнера. Из неё стреляли ядрами весом в 48 фунтов. Такие орудия применялись во время Великой осады Мальты (после этого термин стал относиться преимущественно к турецким орудиям), похода Непобедимой армады. Иногда василиском называли любую большую пушку (например, русскую Царь-пушку). Позднейшие модификации — «мальтийские пушки» — применялись вплоть до начала XIX века.